# Vasen i Soissons
Legenden med vasen i Soissons är känd genom Gregorius av Tours krönika Historia Francorum och ska ha ägt rum 486 efter ett slag i Soissons mellan den frankiske kungen Klodvig I och den romerske kungen Syagrius.
Legenden berättar att bland de byten som hade tagits av frankerna efter slaget hittades en vas (förmodligen i silver) som biskopen i Reims begärde för egen del. Den germanska seden var emellertid att bytena skulle fördelas genom lottdragning och genom lottdragningen tillföll vasen inte Klodvig utan en av hans krigare. Kungen, som var mån om att hålla sig väl med prästerskapet, insisterade på sin förtursrätt och krävde att vasen skulle tillfalla honom. Krigaren slog då sönder vasen med sin yxa och överräckte den till Klodvig.
När Klodvig någon tid senare mötte krigaren som förolämpat honom kritiserade han skötseln av dennes utrustning och vapen, ryckte dem ifrån honom och slängde dem i marken. När krigaren böjde sig för att plocka upp dem, krossade Klodvig hans skalle och yttrade orden: 
På samma sätt gjorde du med vasen i Soissons.
Dessa ord har blivit ett franskt idiom med betydelsen "så envis kan stolhet och agg vara" och har ofta använts för att beskriva fransmännens stolta karaktär.
Även om historien inte helt saknar historisk grund är den förmodligen uppdiktad. Man kan dock i historien se Klodvigs tidiga vilja liera sig med det gallo-romerska prästerskapet.